# Initials SG
Initials SG ist eine Tragikomödie von Rania Attieh und Daniel Garcia, die am 28. April 2019 beim Tribeca Film Festival ihre Premiere feierte und am 19. September 2019 in die argentinischen Kinos kam.

## Handlung
In Buenos Aires während der Fußball-Weltmeisterschaft 2014. Sergio Garces, der bislang nur für Schmuddelfilme vor der Kamera stand, will es in die richtige Filmwelt schaffen, bislang erhielt er aber nur ein paar kleine Nebenrollen. Der Mittfünfziger hat eine Vorliebe dafür, in seiner Unterwäsche herumzusitzen, Bongs zu rauchen und zu viel zu trinken. Zudem hat er ein Problem damit, seine Wut in Zaum zu halten. Als er in der Hitze des Gefechts nach einem Fahrradunfall jemanden verprügelt, wird er auf Bewährung verurteilt und zu einem Antiaggressionstraining verdonnert.
Etwa zur gleichen Zeit lernt er die amerikanische Filmregisseurin Jane kennen, die genau auf einen solchen Typ Mann steht. Da passt es gut, dass Sergio in seinem Aussehen und seinem gesamten Auftreten dem berühmten französischen Schauspieler Serge Gainsbourg ähnelt, dem er nacheiferte. Er hat sogar ein Album von Gainsbourg gecovert, zu einer Zeit, als er berühmter war, und unter dem Pseudonym Initials S.G. veröffentlicht. Doch in diesen Tagen verfolgt ihn das Pech weiter, und so muss er irgendwie die Leiche eines Drogendealers loswerden, den er ermordet hat.

## Produktion
Regie führten Rania Attieh und Daniel Garcia, die auch das Drehbuch schrieben. Die Filmmusik stammt von Bill Laurance und Maciej Zieliński.
Die Rolle von Sergio Garces wurde mit Diego Peretti besetzt. Die US-amerikanische Schauspielerin Julianne Nicholson spielt die Filmregisseurin Jane.
Der Film wurde am 28. April 2019 beim Tribeca Film Festival erstmals gezeigt. Am 19. September 2019 kam er in die argentinischen Kinos.

## Rezeption

### Kritiken
Lorry Kikta von Film Threat schreibt, auch wenn Sergio auf den ersten Blick wie andere Antihelden aus Stoner-Movies wirke, so wie Jeffrey Lebowski aus The Big Lebowski, sei er jedoch nicht so gutmütig wie The Dude, auch wenn der Ton von Initials SG Kikta an den Film von Joel Coen erinnert. Es gibt einen allwissenden Erzähler, und viele verrückte Dinge passieren Sergio, mit denen er nicht klar kommt. Auch erwähnenswert sei es, dass der Film während der Weltmeisterschaft spielt, als Argentinien gegen Deutschland spielte, weil Sergio und ganz Argentinien auf den Sieg Argentiniens gehypt sind. Besonders Sergio fühlt sich persönlich mit dem Sieg verbunden, da er glaubt, dass er es auch tut, wenn die Mannschaft gut spielt, und umgekehrt. Auch die Namen der beiden Protagonisten, Sergio und Jane, seien kein Zufall, nicht nur wegen Serge Gainsbourg, sondern auch wegen Jane Birkin. Auch Buenos Aires beschreibt Kikta dabei als eine eigene Figur im Film. In Initials SG passiere so viel, und alles hänge irgendwie zusammen, so dass man keine Sekunde wegschauen könne. Die Art und Weise, wie Rania Attieh und Daniel Garcia so viel Action, Drama und Heiterkeit in einen 90-minütigen Film gepackt haben, sei wirklich meisterhaft, so Kikta, und ihr Drehbuch unglaublich und einfach genial.

### Auszeichnungen
Tribeca Film Festival 2019
- Nominierung als Best Narrative Feature (Rania Attieh und Daniel Garcia)
- Auszeichnung mit dem Nora Ephron Award (Rania Attieh)[2]